# Денчо Бояджиев
Денчо Стоянов Бояджиев е български политик и юрист от БСП. Народен представител от БСП в VII и XLIV народно събрание. Общински съветник от БСП в община Разград (1991 – 2005). Кмет на Разград в периода от 2005 до 2015 г. и от 2019 до 2023 г. Бил е сътрудник на Държавна сигурност.

## Биография
Роден е на 2 юли 1952 г. в Разград, Народна република България. Средното си образование завършва в ПТГ „Шандор Петьофи“ в Разград, след което завършва специалност „Право“ в СУ „Климент Охридски“.
Работил е като главен специалист в отдел „Правен“ на Окръжния народен съвет – Разград, като организационен работник в Окръжния комитет на БКП в Разград. Заемал е поста главен експерт в Областния народен съвет в Разград – Комисия по развитие на самоуправлението и спазване на социалистическата законност.

### Политическа дейност

#### 2005 – 2015
Избран е за кмет през есента на 2005 г. на провелите се частични местни избори, непосредствено след парламентарния вот същото лято. Кандидатурата му за кмет е издигната от инициативен комитет и е подкрепена от действащата тройна коалиция БСП, НДСВ, ДПС, АТАКА, ПД „Социалдемократи“, Партия „Български социалдемократи“, партия „Българска социалдемокрация“, Земеделски съюз „Александър Стамболийски“, Зелената партия, Федерация „Царство България“. Печели на балотажа с 53,6%. През 2007 г. печели на втори тур пред Наско Анастасов, издигнат от инициативен комитет. През 2011 г. печели на втори тур пред кандидата на ГЕРБ. На местните избори през 2015 г. обаче губи кметския стол след загуба от кандидата на ГЕРБ.

#### 2015 – 2019
На парламентарните избори през 2017 г. е кандидат за народен представител от „БСП за България“, водач в 18 МИР Разград. Избран е за народен представител. В Народното събрание е член на Комисията за наблюдение на приходните агенции и борба със сивата икономика и контрабандата, Комисията по вероизповеданията и правата на човека и Групата за приятелство България – Русия.

#### след 2019 г.
На местните избори през 2019 г. е кандидат за кмет от „БСП за България“ на община Разград. На проведения първи тур получава 5004 гласа (или 25,38%) и се явява на балотаж с кандидата на „ГЕРБ“ Валентин Василев, който получава 4802 гласа (или 24,36%). Избран е на втори тур с 8881 гласа (или 54,32%).
Денчо Бояджиев умира на 4 юни 2024 година.